# Hebebaum

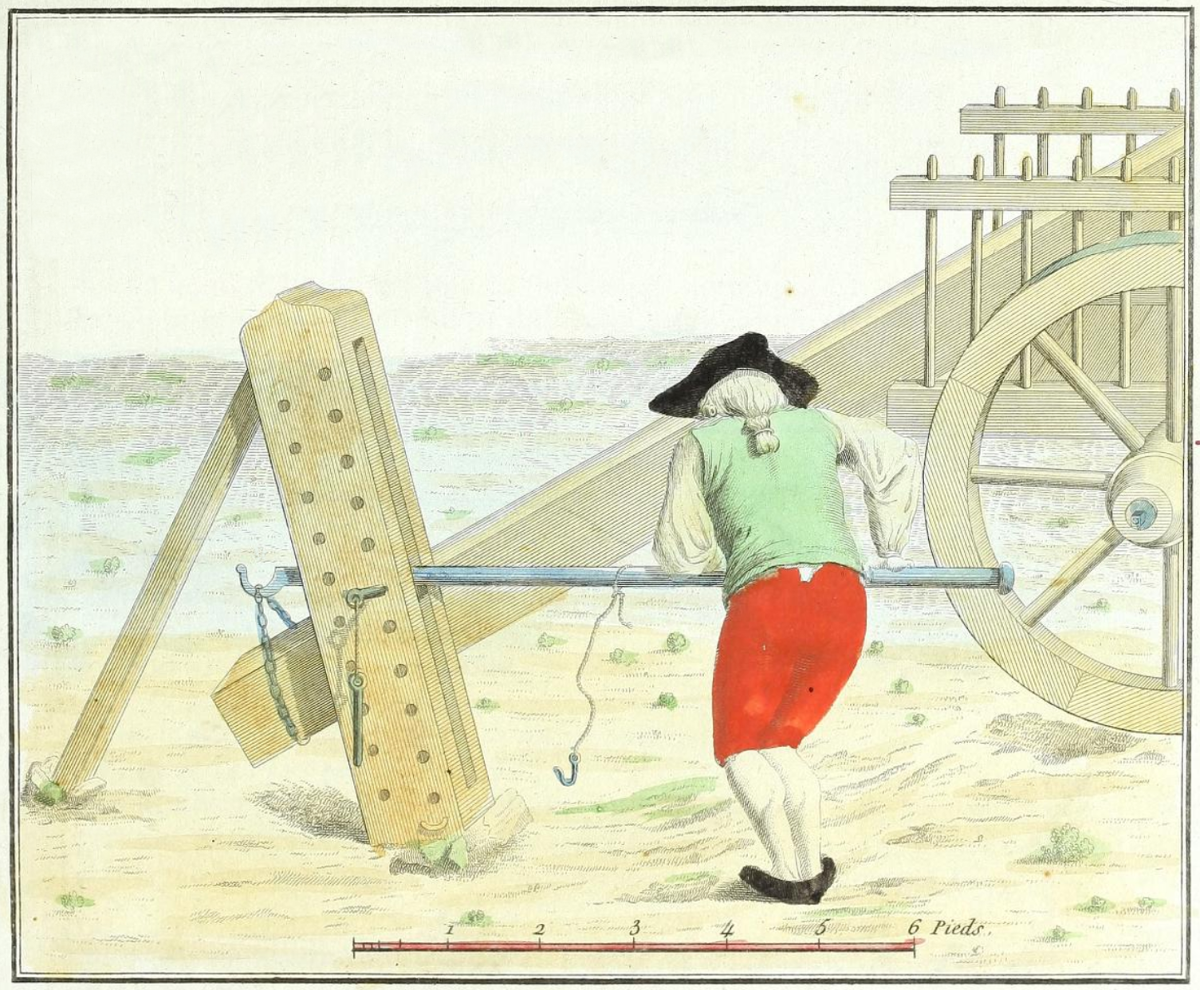
Ein Hebebaum im Einsatz in einer Hebelade

Als Hebebaum oder Wuchtbaum wird ein besonders großer, meist hölzerner Hebelarm bezeichnet. Er wird nach Bedarf für verschiedene Zwecke entsprechend den Prinzipien des Hebelgesetzes  eingesetzt.

## Einsatz
Hebebäume werden als Hebezeug von Militär, Feuerwehr und Technischem Hilfswerk eingesetzt. Sie werden bspw. verwendet, um Lasten so weit anzuheben, dass ein Hebekissen untergeschoben werden kann. Die Einsatzgrenzen dieses Werkzeuges werden vom Körpergewicht bzw. der Kraft der betätigenden Personen und der Festigkeit des Hebebaums bestimmt.

## Geschichte
Mittels Hebebäumen wurden vermutlich die riesigen Steine der Megalithkulturen und wahrscheinlich auch der ägyptischen und aksumitischen Obelisken aufgerichtet. Grosse Hebebäume fanden Verwendung in Ölpressen und Weinpressen.
Kleinere oder mehrere Hebebäume finden sich zum Beispiel auch im Kran, in Zugbrücken, an Wurfmaschinen etc.